# ポポヴォ
ポポヴォ（ブルガリア語: По̀пово, ラテン文字転写: Popovo、「司祭の村」の意）は、ブルガリア北東部のトゥルゴヴィシテ州にある町。同名のポポヴォ市の行政の中心地で、人口は1万5548人（2009年12月）である。
最も早い例では、1555年のオスマン帝国の税務書類にポポヴォの地名がみえる。
南極のスミス島のイメオン山地にある「ポポヴォの尾根」は、この町の名前に由来する。
近くにあるコヴァチェヴスコ・カレのローマ城砦は、その規模と城壁の保存状態のよさで知られる。

## 姉妹都市
- アルザマス（ロシア）
- クンプルング（ルーマニア）
- リュレブルガズ（トルコ）
- ネゴティノ（北マケドニア）
- ザライスク（ロシア）

## ギャラリー

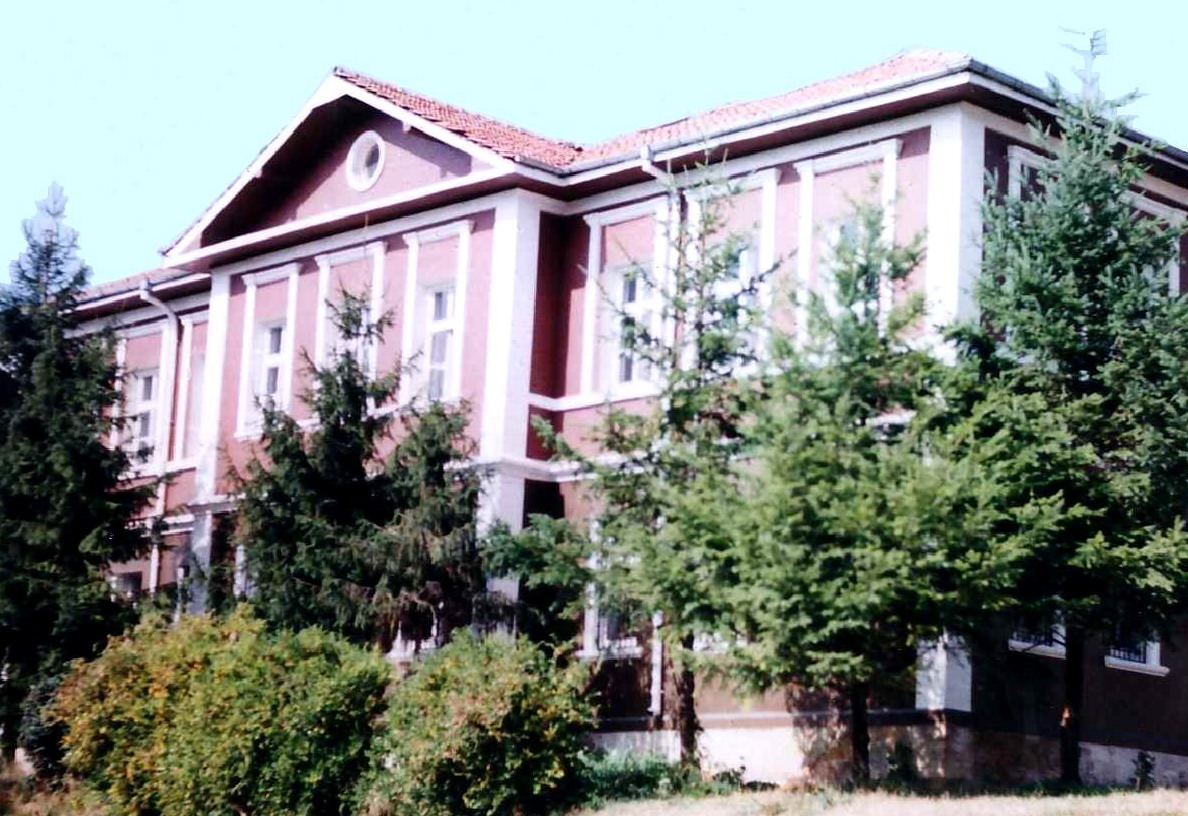
町内の博物館
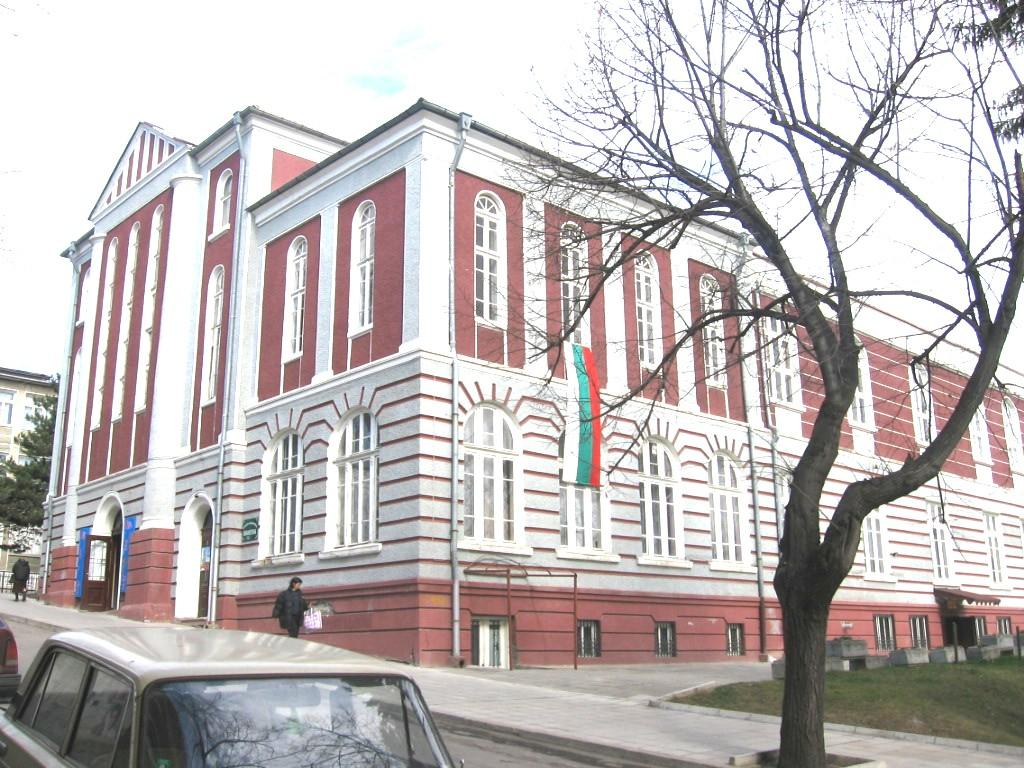
町内の公会堂
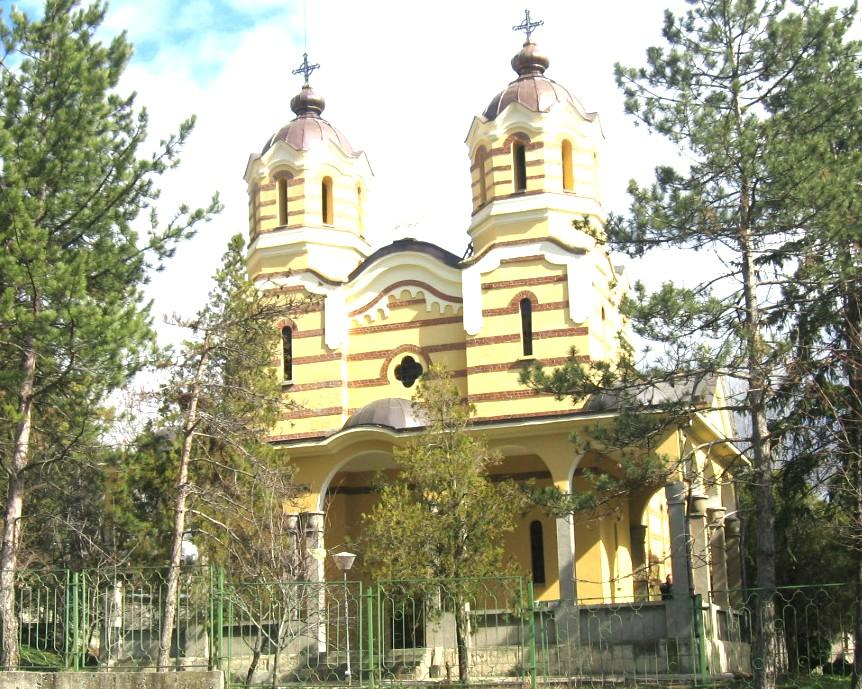
生神女就寝教会
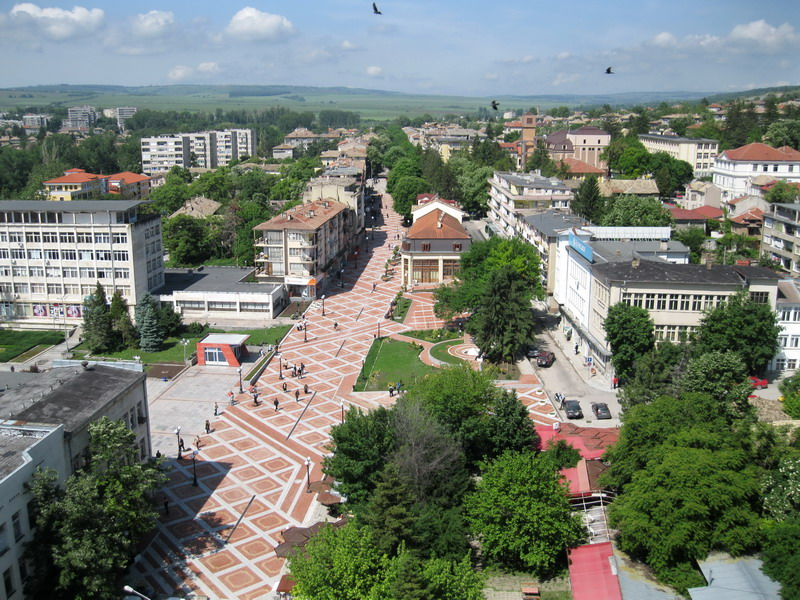
ポポヴォ市街（2012年）